# Église Saint-Michel de Tubravić
Pour les articles homonymes, voir Église Saint-Michel.
L'église Saint-Michel de Tubravić (en serbe cyrillique : Црква Светог Арханђела Михаила у Тубравићу ; en serbe latin : Crkva Svetog Arhanđela Mihaila u Tubraviću) est une église orthodoxe serbe serbe située à Tubravić, dans le district de Kolubara et sur le territoire de la ville de Valjevo en Serbie. Elle est inscrite sur la liste des monuments culturels protégés de la république de Serbie (identifiant no SK 1473),,,.
Elle est également connue sous le nom d'« église de Gračanica », ou « église de Valjevska Gračanica ».

## Présentation
En tant que monastère, Gračanica est mentionné dans un « defter » (recensement) ottoman datant de 1560 ; en revanche, certaines tombes et une partie du konak situées à proximité de l'église remontent au XVe siècle,. L'église actuelle quant à elle a été édifiée pour l'essentiel après le Second soulèvement serbe contre les Ottomans ; construite en pierres concassées sur le modèle des anciennes églises en bois, elle possédait à l'origine un toit recouvert de bardeaux. Cette église, située à l'emplacement de l'ancien monastère, est mentionnée pour la première fois par l'écrivain Joakim Vujić en 1826. 
L'église, qui s'inscrit dans un plan tréflé, mesure 18 m de long sur 6,5 m de large ; elle est dotée d'une abside demi-circulaire très allongée tandis que les deux autres absides, de part et d'autre du chœur, elles aussi demi-circulaires, sont à peine marquées. La zone du chœur est surmontée d'un dôme de style néo-byzantin ajouté en 1930 ; ce dôme en tuffeau et en briques repose sur un tambour et est soutenue par des piliers ; il dispose de huit fenêtres cintrées. À l'ouest, un narthex a été ajouté à l'édifice dans les années 1920 ; il prend une forme heptagonale, configuration architecturale qui rappelle les anciennes églises en bois ; dans cette partie se trouve également une galerie en bois accessible de l'intérieur par un escalier. 
L'iconostase de l'église remonte à la reconstruction de l'église ; elle a été ornée de nouvelles peintures réalisées en 1955 par Ivan Meljnikov de Bitola.
L'église constitue un exemple de quatre siècles d'histoire de la région de Valjevo, avec des rénovations successives qui apportent notamment un témoignage significatif sur l'architecture sacrée du XIXe siècle en Serbie. 

## Submersion de l'église
Le projet de construction du barrage de Stubo-Rovni menaçait l'église et une relocalisation de l'édifice a été proposée à des fins de conservation ; cette relocalisation s'est finalement révélée impossible à réaliser à cause des matériaux constituant l'édifice,. Le remplissage du barrage a commencé le 1er septembre 2015, 25 ans après le lancement du projet,. L'église a été submergée le 15 mars 2016.
Avant son engloutissement, l'église était située sur la rive droite des gorges de la rivière Sušica.

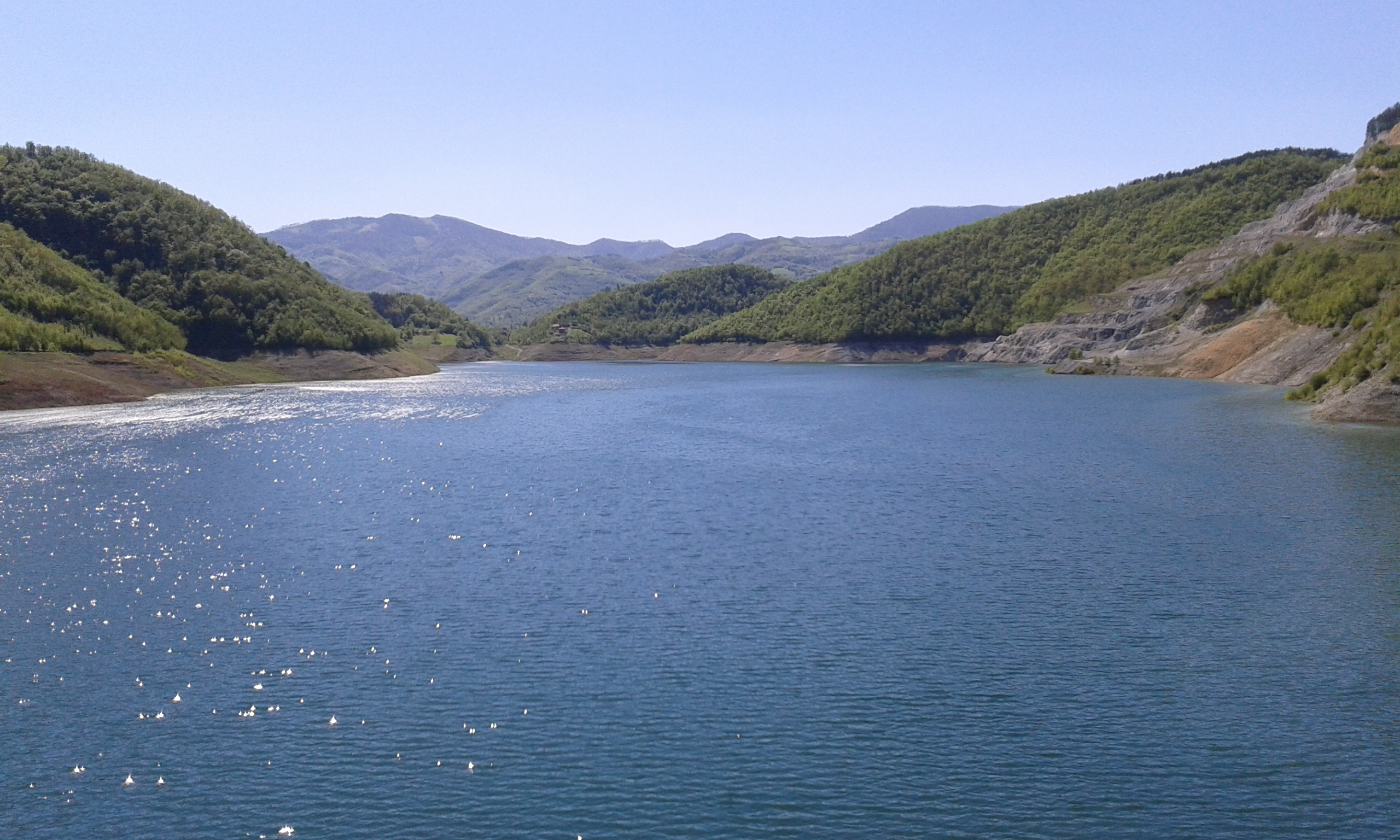
Le lac de barrage de Rovni, dans lequel l'église est engloutie.
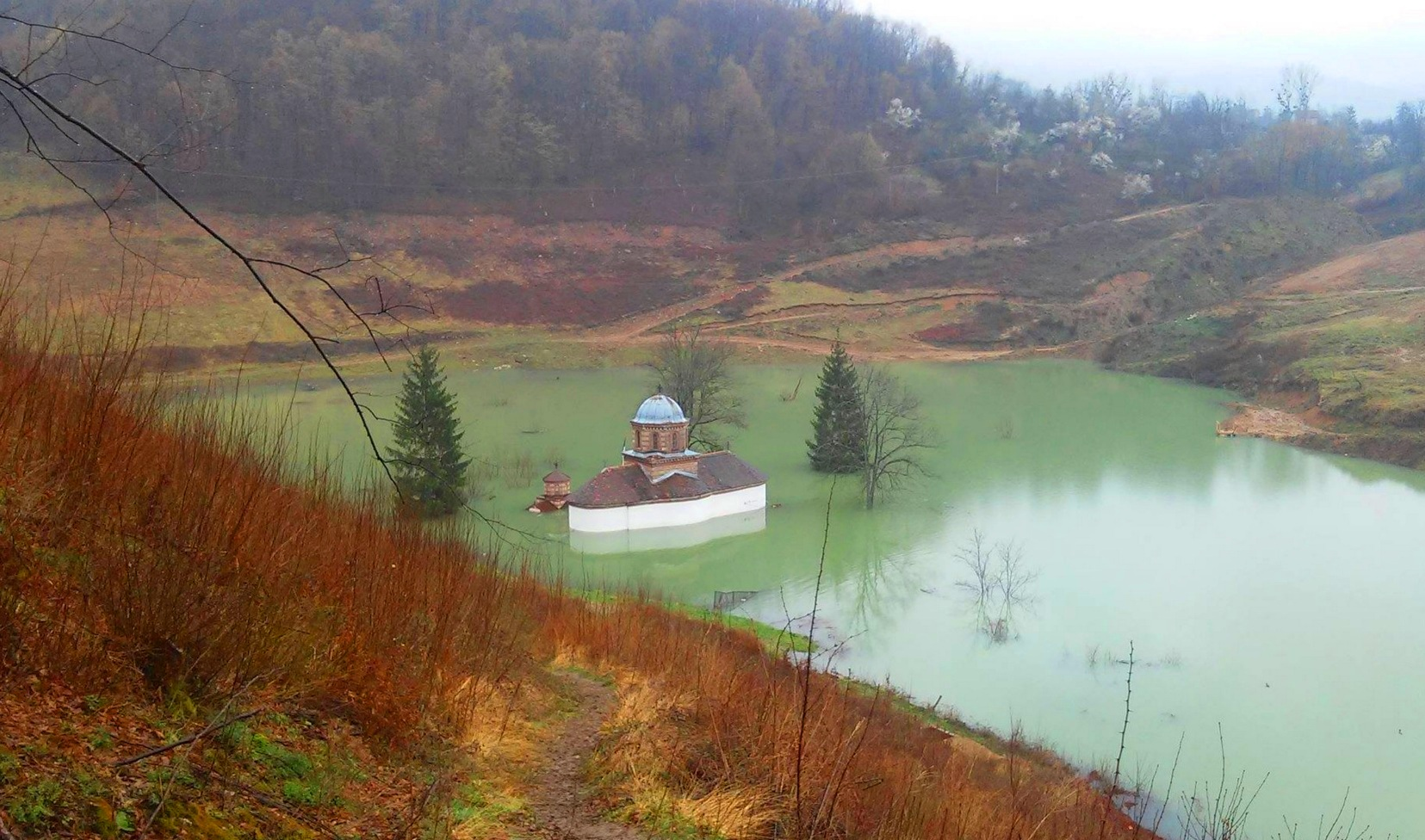
L'église dans le lac en 2016